# Moorleiche von Tumbeagh
Die Moorleiche von Tumbeagh ist eine Moorleiche, die im Jahre 1998 im Moor Tumbeagh Bog zwischen den Orten Clara und Ferbane im County Offaly in Irland gefunden wurde. Dieser Fund stellt den bisher einzigen Fall dar, bei dem eine Moorleiche von Archäologen während einer planmäßigen Untersuchung entdeckt wurde, alle anderen europäischen Moorfunde waren zufällige Entdeckungen von Laien, zu denen die Fachleute oft erst viel später hinzugezogen wurden.

## Fundumstände
Eine Arbeitsgruppe des archäologischen Instituts des University College Dublin führte Mitte September 1998 auf einem kürzlich abgetorften Bereich des Tumbeagh Bogs Vermessungsarbeiten durch. Die Instituts-Mitarbeiterin Cathy Moore entdeckte auf der frisch abgezogenen Torfschicht einige lederartige Fetzen, die sie zunächst für den Rest eines Lederbehälters hielt, die sich jedoch als beschädigte Hautpartien und Krümel von Körperfett herausstellten. Eine erste Prüfung ergab, dass sich auf der Torfoberfläche der Umgebung weiteres Skelettmaterial befand. Nach Rücksprache mit dem Irish Monuments Service, dem Irischen Nationalmuseum, dem Archäologischen Institut der Universität Dublin und dem Bord na Móna wurde beschlossen, eine umfassende Untersuchung aller Aspekte rund um den Fund einzuleiten. 
Die Grabung wurde filmisch dokumentiert und es wurden zahlreiche Torfproben gezogen, die eingehend pollenanalytisch sowie auf Kleintiere und Pflanzenreste untersucht wurden. Die menschlichen Überreste wurden in einem Torfblock isoliert, in einem Holzrahmen als Ganzes im Block geborgen, ins Irische Nationalmuseum überführt und eingefroren. In der Umgebung der Fundstelle wurden in enger Zusammenarbeit mit Dr. Máire Delaney vom Trinity College in Dublin weitere Grabungen vorgenommen, wobei unter anderem weitere Hautfetzen sowie eine Rippe geborgen wurden. Die Untersuchung der Abraumhalde förderte unter anderem weitere Fragmente der Haut, einen Lendenwirbel, die linke Kniescheibe und Teile des linken und rechten Schienbeins zu Tage. Der Fund dieser verstreuten Knochen wies darauf hin, dass die Fundstelle vollständig gestört war. Im angrenzenden Moor wurde eine Reihe von Artefakten gefunden, darunter ein Rundholz. Die weitere Untersuchung mit Metallsensoren führte zur Entdeckung von vier winzigen Streifen vom Moor zersetzten Metalls. Drei wurden in der Nähe der Moorleiche selbst, der vierte fünf Meter entfernt gefunden.
Fundort: 53° 18′ 53,5″ N, 7° 45′ 58,9″ W

## Datierung
Eine 14C-Untersuchung zweier Haar-, zweier Torf- und zweier Holzproben mittels Beschleuniger-Massenspektrometrie (AMS) aus dem Fundkomplex erbrachte ein breites Datierungsspektrum. So wurden eine vorbehandelte Torfprobe in das 13. Jahrhundert, eine vorbehandelte Hautprobe auf den Anfang des 16. Jahrhunderts und eine vorbehandelte Holzprobe in das 14./15. Jahrhundert datiert. Die zweite unbehandelte Hautprobe wurde in das 12./13., die zweite unbehandelte Torfprobe in das 12. und eine unbehandelte Holzprobe in das 16. Jahrhundert datiert. Die Abweichungen resultieren aus Verunreinigungen der Proben durch eingedrungene Moorsubstanzen beziehungsweise Konservierungsmittel. Mit der Vorbehandlung eines Teils der Proben wurde versucht, diese Verunreinigungen und Abweichungen zu neutralisieren.